# 蒙蒂尼-昂纳鲁艾斯
蒙蒂尼-昂纳鲁艾斯（法語：Montigny-en-Arrouaise）是法国皮卡第大区埃纳省的一个市镇，属于圣康坦区博安昂韦尔芒杜瓦县。该市镇2009年时的人口为291人。

## 人口
蒙蒂尼-昂纳鲁艾斯人口变化图示
| 数据来源：INSEE |